# Krankenversicherung in der Schweiz
In der Schweiz ist die Krankenversicherung seit 1996 verpflichtend für jeden. Es gibt definierte Leistungen, die in dieser sogenannten Grundversicherung abgedeckt sind. Versicherungen, welche die Grundversicherung anbieten, müssen jede sich in der Schweiz aufhaltende Person versichern, es besteht Kontrahierungszwang. Früher bestand auch ein Kontrahierungszwang gegenüber den Leistungserbringern. Geregelt ist das im Krankenversicherungsgesetz (KVG). Zusätzliche private Versicherungen sind ebenfalls möglich.

## Versicherungsarten

### Krankenversicherung nach KVG
Die Krankenversicherung übernimmt Abklärungen, Behandlungen und Arzneimittelkosten im Falle von Krankheit, Unfall, Entbindungen und Abtreibungen. Dagegen ist sie nur in speziellen Ausnahmefällen für zahnärztliche Behandlungen zuständig – die Korrektur von Zahnfehlstellungen etwa, und durch mangelnde Zahnhygiene verursachte Krankheitszustände, werden in aller Regel nicht übernommen. Im Allgemeinen bezahlen Versicherte die in Anspruch genommenen Leistungen zunächst selber und wenden sich dann an die Krankenkasse zur Erstattung (französischer Begriff tiers garant, die direkte Abrechnung mit dem Versicherer heisst tiers payant). Spitäler vereinbaren oft eine direkte Abwicklung mit der Krankenkasse. Seit 2017 werden verschiedene komplementärmedizinische Therapien erstattet.

### Unfallversicherung
Unfallversicherungsgesetz (UVG)
Während die Krankenversicherung für alle obligatorisch ist, ist die Unfallversicherung teils freiwillig. Berufsunfälle und Unfälle auf dem Arbeitsweg sind stets durch den Arbeitgeber versichert, nach dem rechtlichen Rahmen des Unfallversicherungsgesetzes (UVG). Bei gewissen Branchen ist die Versicherung bei der Suva zwingend. Nicht-Berufsunfälle sind über den Arbeitgeber versichert, falls der Arbeitnehmer pro Woche mindestens acht Stunden für denselben Arbeitgeber tätig ist; die Prämie wird über einen Lohnabzug bezahlt.
Wenn Arbeitslose Taggelder beziehen, sind sie automatisch über die Suva gegen Unfall versichert.
Die Unfalldeckung nach UVG ist deutlich besser als jene unter dem KVG. Nach dem UVG greift im Schadenfall keine Kostenbeteiligung, und es werden auch Taggelder wie auch Invaliden- und Hinterbliebenenrenten ausgezahlt.
Unfalldeckung nach KVG
Andere Personen (z. B. Selbstständige, Studenten, Sozialhilfeempfänger, Flüchtlinge) können bzw. müssen über ihre Krankenkasse eine Unfalldeckung abschliessen. Bei Unfällen greift ein Selbstbehalt.
Bei Kindern ist die Unfalldeckung bei der Krankenkasse obligatorisch.

### Zusatzversicherungen nach VVG
Nach Versicherungsvertragsgesetz können zusätzliche und vielfältige Bedürfnisse bzw. Risiken versichert werden, wie zum Beispiel verlängerte oder höhere Krankentaggelder, Benutzung von Privatabteilungen in Krankenhäusern, die Behandlung durch den Chefarzt, unbegrenzte Such- und Rettungskosten, Behandlungskosten bei Auslandsaufenthalten oder die Deckung von alternativmedizinischen Behandlungen. Mit Zusatzversicherungen können zum Beispiel auch Selbstständige eine Unfallversicherung abschliessen, die in den Leistungen dem UVG entspricht.
Unter dem VVG können die Versicherungen die Prämien frei festlegen, und den Vertragsabschluss ablehnen.

### Lohnfortzahlung bzw. Krankenttaggeldversicherungen
Nach Art. 324a OR muss der Arbeitgeber den durch Krankheit oder Unfall erwerbsunfähigen Mitarbeiter im ersten Dienstjahr für drei Wochen bezahlen, falls das Arbeitsverhältnis für mindestens drei Monate eingegangen wurde. Die Lohnfortzahlung ist für weitere Dienstjahre „angemessen“ länger; nach Gerichtspraxis sind es etwa 4 Monate im 11. Dienstjahr. Der Anspruch auf Lohnfortzahlung besteht pro Dienstjahr, nicht pro Erkrankung beziehungsweise Unfall. Nach juristischer Praxis ist eine Krankentaggeldversicherung der Lohnfortzahlung gleichwertig, wenn sie während 720 Tagen (innerhalb von 900 Tagen) dem Arbeitnehmer mindestens 80 % des Lohnes auszahlt, und die KTG-Prämie mindestens zur Hälfte vom Arbeitgeber entrichtet wird.

## Geschichte
Vor der Existenz von Krankenkassen gab es Hilfsgesellschaften und ähnliche Konstrukte, die zum Teil von Kirchen organisiert wurden. Diese deckten primär den krankheits- oder unfallbedingten Erwerbsausfall ab, und nur sekundär die Heilungskosten. Erste Bestrebungen, in der Schweiz Krankenversicherungen zu schaffen, wurden durch das deutsche Gesetz, betreffend die Krankenversicherung der Arbeiter (1883) motiviert. 1890 entstand durch den Einsatz von Wilhelm Klein der Artikel 34bis der Bundesverfassung, welcher den Bund zur Bildung einer Kranken- und Unfallversicherung verpflichtete.
Jedoch scheiterte das von Bundesrat Ludwig Forrer in die Wege geleitete Kranken- und Unfallversicherungsgesetz von 1899 in einem Referendum trotz der Unterstützung aller wichtigen Parteien.
In der Volksabstimmung vom 4. Februar 1912 wurde das bis 1995 gültige KUVG angenommen. Die Kranken- und Unfallversicherung war freiwillig; und Krankenkassen, die sich vom Bund überwachen liessen und den Versicherten einen Katalog an Minimalleistungen boten, erhielten im Gegenzug Beiträge aus dem Bundesbudget. Das KUVG von 1912 erlaubte den Kantonen, den Abschluss einer Kranken- und Unfallversicherung für ganz oder teilweise obligatorisch zu erklären.
Unter dem KUVG waren die Krankenkassen-Prämien nach dem Eintrittsalter abgestuft. Junge Versicherte erhielten zwar günstigere Prämien, die aber dennoch höher waren als ihr tatsächliches Krankheits- und Unfallrisiko. Auf diese Weise konnten die Krankenversicherungen Rücklagen für im Alter ansteigenden Gesundheitskosten bilden. Bei einem Versicherungswechsel konnten diese Rücklagen aber nicht mitgenommen werden, und dieselbe Person wurde nun nach dem jetzt höheren Eintrittsalter neu versichert. Diese «goldene Fesseln» für die Versicherten führte zu einem reduzierten Wettbewerb zwischen den Versicherungen.
1964 wurde das KUVG in geringem Ausmass revidiert. Motiviert durch die deutlichen Kostensteigerungen seit den 1980er Jahren ergab sich mit dem KVG, das 1996 in Kraft gesetzt wurde, eine gründliche Neuordnung mit folgenden Neuerungen:
- Krankenversicherung mit einem gesetzlichen Leistungskatalog wird für jeden Einwohner der Schweiz obligatorisch
- Geringverdiener werden mit Prämienverbilligungen vom Kanton unterstützt
- die Krankenkassenprämien sind für beide Geschlechter dieselben
- Prämien sind nach Art. 61 KVG altersabhängig, nach drei breiten Altersgruppen (0–18, 19–25 und über 25 Jahre)
- der Krankenkassenwechsel wird erleichtert, da die Prämien bei einem Wechsel nicht zwingend steigen[3]

## Versicherte Personen
Alle Personen, die sich in der Schweiz aufhalten, müssen eine Krankenversicherung haben. In speziellen Fällen wird eine ausländische Versicherung akzeptiert, was voraussetzt, dass sie einen im Vergleich zum KVG-System «gleichwertigen Versicherungsschutz» (Art. 2 Abs. 4 KVV) beinhaltet und keine, oder nur geringe, Einschränkungen bei der Versicherungsdeckung aufweist; alle anderen Personen sind in der obligatorischen Krankenpflegeversicherung (Grundversicherung) versicherungspflichtig.
Eine Mitversicherung von Familienangehörigen besteht nicht, jede Person muss einzeln versichert werden. Die Krankenversicherungen bieten je nach Alter und Situation der Versicherten verschiedene Leistungsmodelle an. Versicherungsnehmer können unter den über 90 (Stand 2016) zugelassenen Krankenkassen frei wählen, insofern die gewünschte Versicherung in ihrem Kanton aktiv ist. In der Grundversicherung kann die Kasse jedes Jahr auf den 31. Dezember gewechselt werden. Die Kündigung muss bis am 30. November erfolgt sein. In der freiwilligen Zusatzversicherung richtet sich die Kündigungsfrist nach den vertraglichen Bestimmungen. Für Personen mit einer ordentlichen Franchise besteht zusätzlich die Möglichkeit die Grundversicherung auf den 30. Juni zu wechseln. Bei abhängig Beschäftigten trägt der Arbeitgeber im Gegensatz zu Deutschland nicht zur Krankenversicherung bei. Versicherte in bescheidenen wirtschaftlichen Verhältnissen erhalten von ihrem Wohnortskanton eine Prämienverbilligung. Die Verfahren, welche die Bezugsberechtigung und Berechnung der Prämienverbilligung regeln, variieren von Kanton zu Kanton.
Ab Juni 2019 nimmt die Krankenversicherung CSS schweizweit sämtliche asylsuchenden und ausreisepflichtigen Personen, die sich in den Bundesasylzentren (BAZ) aufhalten, in die obligatorische Krankenpflegeversicherung auf.

## Beitragshöhe
Die Prämien der Grundversicherung können von der Krankenkasse unter Beachtung mehrerer gesetzlicher Restriktionen frei festgelegt werden. Im Grundsatz gilt eine einkommensunabhängige Einheitsprämie (Kopfprämie) innerhalb der vom Bundesamt für Gesundheit definierten Prämienregionen und Altersgruppen. Kleine Kantone bestehen aus einer Prämienregion, grosse Kantone weisen bis zu drei Prämienregionen auf. Zurzeit existieren 43 Prämienregionen. Die Altersgruppen unterteilen sich in Kinder (bis 18 Jahre), junge Erwachsene (19. bis vollendetes 25. Lebensjahr) und Erwachsene (ab dem 25. Lebensjahr). Die Prämien müssen vom zuständigen Bundesamt für Gesundheit genehmigt werden. Es werden verschiedene Versicherungsmodelle angeboten, mit denen der Versicherte seine Beiträge reduzieren kann, zum Beispiel HMO, Hausarzt- und Bonusmodelle.
Über die individuelle Prämienverbilligung erhalten Versicherte in bescheidenen finanziellen Verhältnissen einen staatlichen Beitrag an die Prämien.
Bei Zusatzversicherungen unter dem VVG kann die Versicherung die Prämien beliebig festlegen. Üblich ist eine altersabhängige Prämie; Visana zum Beispiel teilt unter dem VVG die Versicherten in fünf Jahre breite Altersklassen ein.

## Selbstbeteiligung
Für alle Krankenversicherten in der Schweiz gilt in der Grundversicherung eine Selbstbeteiligung, die sich zusammensetzt aus einer Franchise sowie einem Selbstbehalt:
- Die Franchise ist ein jährlicher Festbetrag, unterhalb dessen sämtliche Kosten vom Versicherten selbst zu tragen sind. Dabei ist für Erwachsene ab 18 Jahren die Untergrenze durch die ordentliche Franchise in Höhe von 300 Franken im Jahr gesetzlich festgelegt, für Kinder und Jugendliche ist keine Franchise erforderlich. In jedem Fall kann der Versicherungsnehmer eine höhere Franchise wählen, wodurch sich der monatlich zu zahlende Versicherungsbeitrag entsprechend reduziert. Die möglichen höheren Franchisewerte sind gesetzlich festgelegt auf 500, 1000, 1500, 2000 und 2500 CHF für Erwachsene bzw. 100, 200, 300, 400, 500 und 600 CHF für Kinder und Jugendliche.[8]
- Der Selbstbehalt ist eine anteilige Beteiligung an den nach Abzug der Franchise verursachten Kosten in Höhe von 10 Prozent des Rechnungsbetrages, jedoch bis zu einem Maximum von 700 Franken pro Jahr (Kinder und Jugendliche bis 18 Jahre: 350 Franken). Seit 2006 gilt für pharmazeutische Originalpräparate, für die auch Generika verfügbar wären, ein erhöhter Selbstbehalt von 20 Prozent, seit 2024 bis 40 Prozent.

|                                                                        | Erwachsene | Erwachsene | Kinder und Jugendliche | Kinder und Jugendliche |
| ---------------------------------------------------------------------- | ---------- | ---------- | ---------------------- | ---------------------- |
| Gewählte Franchise, jeweils minimaler/maximaler Wert [CHF]             | 300        | 2500       | 0                      | 600                    |
| Selbstbehalt 10 %, aber maximal [CHF]                                  | 700        | 700        | 350                    | 350                    |
| somit Selbstbeteiligung maximal [CHF]                                  | 1000       | 3200       | 350                    | 950                    |
| maximale Selbstbeteiligung wird erreicht bei Krankheitskosten ab [CHF] | 7300       | 9500       | 3850                   | 4100                   |

Bei stationärer Behandlung haben zudem Alleinstehende, die nicht zusammen mit einer oder mehreren Personen, zu denen sie in einer familienrechtlichen Beziehung stehen, in einem Haushalt leben, zeitlich unlimitiert einen täglichen Kostenbeitrag in Höhe von 15 Franken zu leisten.
Von jeglicher Selbstbeteiligung ausgenommen sind die Leistungen bei Mutterschaft ab der 13. Schwangerschaftswoche bis acht Wochen nach der Geburt sowie speziell bezeichnete präventive Massnahmen.